# Crowder, Mississippi
Crowder là một thành phố thuộc quận Quitman, tiểu bang Mississippi, Hoa Kỳ. Năm 2010, dân số của thành phố này là 712 người.

## Dân số
- Dân số năm 2000: 766 người.
- Dân số năm 2010: 712 người.